# NGC 656
NGC 656 este o galaxie situată în constelația Peștii. A fost descoperită în 20 septembrie 1865 de către Heinrich Louis d'Arrest.